# Дочери китайского ботаника
«Дочери китайского ботаника» (кит. 蝴蝶, фр. Les filles du botaniste) — мелодрама 2006 года французского режиссёра китайского происхождения Дай Сыцзе.

## Сюжет
Фильм рассказывает историю Ли Мин, молодой девушки, оставшейся сиротой после Таншаньского землетрясения. Она отправляется из приюта на учёбу к знаменитому ботанику — профессору Чэну. Замкнутый и строгий, профессор живёт на острове, который он превратил своими усилиями в уникальный сад. Вместе с профессором живёт его дочь и помощница Чэн Ань, которая очень рада появлению Ли Мин, устав от одинокой жизни с отцом.
Скоро отношения девушек развиваются в чувственную, но запретную страсть. Не желая расставаться после окончания учёбы Ли Мин, девушки решают, что Ли Мин должна выйти замуж за брата Чэн Ань — Даня. Их план осуществляется. Дань, солдат Китайской армии, не может взять с собой жену, и Ли Мин остаётся на острове.
Её отношения с Чэн Ань продолжаются, но однажды их застаёт вместе профессор. Он поражён, у него случается сердечный приступ. Перед смертью он успевает рассказать полиции о том, что он видел. Девушек арестовывают и казнят.

## В ролях
| В ролях                |  | Персонаж                 |
| ---------------------- |  | ------------------------ |
| Милен Жампаной         |  | Ли Мин                   |
| Ли Сяожань             |  | Чэн Ань, дочь профессора |
| Линь (диал. Лин) Дунфу |  | Профессор Чэн            |
| Ван Вэйчан             |  | Дань, брат Чэн Ань       |
| Ньы Куинь              |  | директриса приюта        |

## Награды
Фильм получил следующие награды:
| Награды                                                    | Награды | Награды                                          | Награды   | Награды              |
| ---------------------------------------------------------- | ------- | ------------------------------------------------ | --------- | -------------------- |
| Фестиваль / Премия                                         | Год     | Награда                                          | Категория | Победитель           |
| Монреальский международный кинофестиваль                   | 2006    | Best Artistic Contribution People’s Choice Award |           | Guy Dufaux Дай Сыцзе |
| Toronto Inside Out Lesbian and Gay Film and Video Festival | 2007    | Best Canadian Film or Video                      |           | Sijie Dai            |